# جان لیتل
جان لیتل (انگلیسی: John Litel؛ ۳۰ دسامبر ۱۸۹۲ – ۳ فوریهٔ ۱۹۷۲) یک هنرپیشه اهل ایالات متحده آمریکا بود. وی بین سال‌های ۱۹۲۹ تا ۱۹۶۷ میلادی فعالیت می‌کرد.
از فیلم‌ها یا برنامه‌های تلویزیونی که وی در آن نقش داشته است می‌توان به شهر داج، جزبل، ورجینیا سیتی، زندگی امیل زولا، پسران کتی الدر، سان آنتونیو، نوت راکنی آمریکایی، خواهر کنی، گاو نشسته اشاره کرد.